# Andreas Koechert
Andreas Koechert (* 1950; † 11. Juni 2019) war ein deutscher Ethnologe.

## Leben
Nach der Promotion 1979 an der Universität Bremen lehrte er seit 1999 als Privatdozent für Mesoamerikanistik an der Universität Hamburg und seit 2001 als Professor an der Universidad Autónoma de Yucatán.

## Schriften (Auswahl)
- San Juan Sacatepéquez (Guatemala). Eine mathematisch-statistische Vorstudie zur differentiellen Entwicklung bei den Cakchiquel. Bonn 1981, ISBN 3-416-01619-X.
- mit Norbert Rehrmann (Hrsg.): Spanien und die Sepharden. Geschichte, Kultur, Literatur. Tübingen 1999, ISBN 3-484-57003-2.
- mit Barbara Pfeiler und Alexander Voss (Hrsg.): Voces del pasado, voces del presente. Graz 2010, ISBN 978-3-901519-22-2.
- Espiritualidad y ciclo de vida Kaqchikel. Graz 2011, ISBN 978-3-901519-31-4.